# Oncostemum vacciniifolium
Oncostemum vacciniifolium är en viveväxtart som beskrevs av John Gilbert Baker. Oncostemum vacciniifolium ingår i släktet Oncostemum och familjen viveväxter. Inga underarter finns listade i Catalogue of Life.